# Jonny Buckland

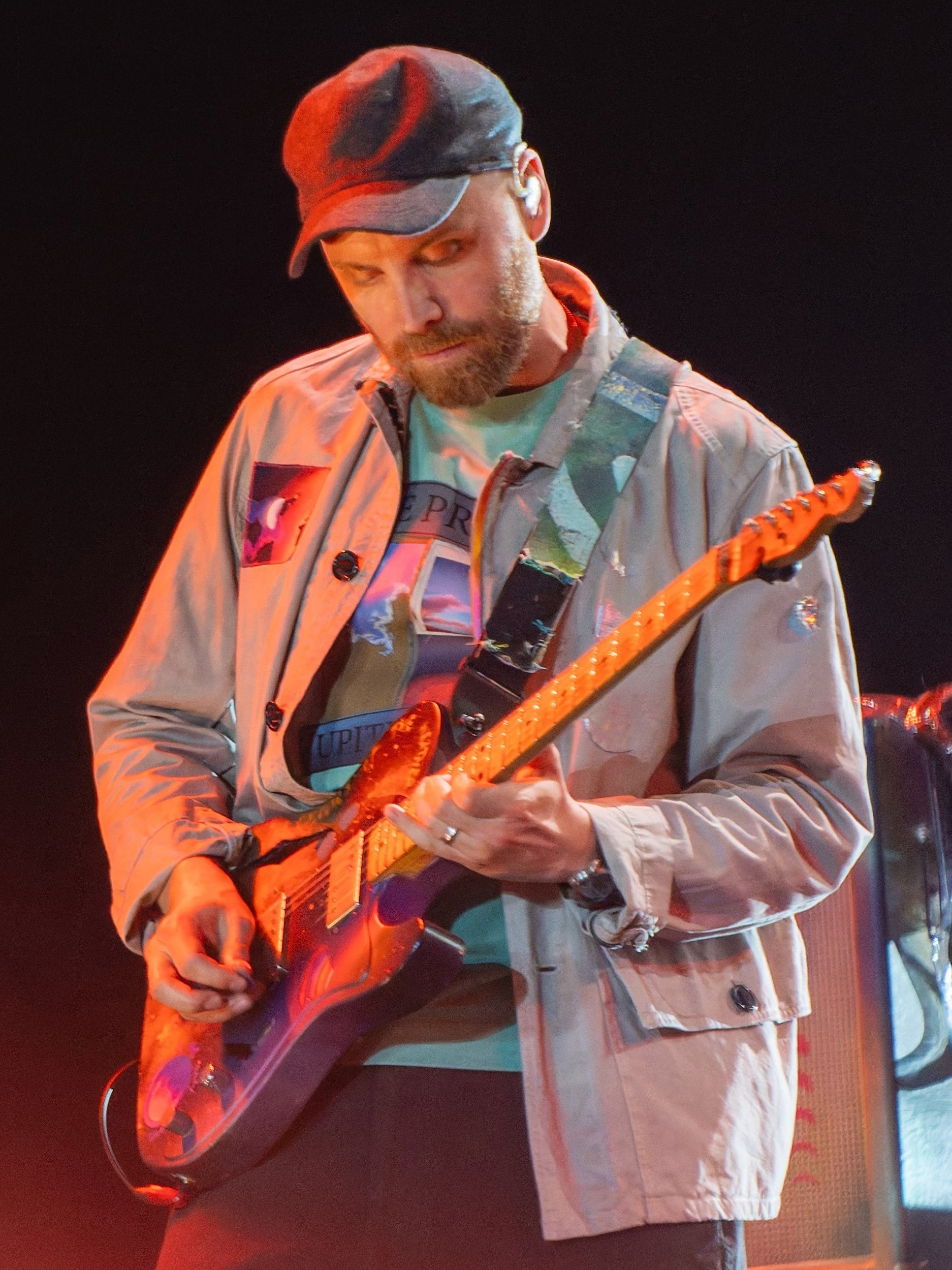
Jonny Buckland (2024)

Jonathan Mark „Jonny“ Buckland, auch Jon Buckland (* 11. September 1977 in Islington, London), ist ein britischer Musiker, der als Gitarrist und Mitgründer der Band Coldplay bekannt wurde.

## Frühes Leben
Buckland wurde in Islington im Norden Londons geboren und lebte bis zu seinem vierten Lebensjahr dort, als seine Eltern nach Pantymwyn in Wales umzogen. Im Alter von elf Jahren begann er durch den Einfluss von unter anderem George Harrison, U2 und My Bloody Valentine Gitarre zu spielen. Sein älterer Bruder Tim unterstützte ihn dabei.
Nach seiner Schulzeit studierte Buckland Astronomie und Mathematik am University College London, wo er seine zukünftigen Bandmitglieder Chris Martin, Guy Berryman, Will Champion und Manager Phil Harvey traf und mit ihnen Coldplay gründete.

## Stil
Buckland benutzt hauptsächlich die Telecaster Thinline 72’, unter anderem bei der Aufnahme der Alben Viva la Vida or Death and All His Friends, X&Y und Mylo Xyloto. Weiterhin benutzt er als Zweitgitarre eine Fender Stratocaster, hat aber deutlich gemacht, dass er die Telecaster-Serie bevorzugt.
Sein Spielstil wurde am stärksten von The Edge von U2 beeinflusst, und Musiker wie Joe King von The Fray, David Keuning von The Killers und Pat Monahan von Train wurden wiederum von Bucklands Technik beeinflusst.

## Persönliches Leben
Im Jahr 2009 heiratete er Chloe Evans. Die beiden haben zwei Kinder, geboren 2009 und 2011.